# Bert Sommer
Bert Sommer (7. února 1949 – 23. července 1990) byl americký folkový zpěvák, kytarista a příležitostný herec, který vystupoval i na legendárním festivalu Woodstock v roce 1969 a toho času také triumfoval hitem „We're All Playing in the Same Band“. Krátkou dobu byl členem barokní popové skupiny The Left Banke a také spoluautorem a zpěvákem jejích singlových písní „Ivy Ivy“ a „And Suddenly“.
Jako herec ztvárnil postavu Woof v původním broadwayském muzikály Vlasy (Hair) a postavu Flatbush v první sérii zábavného programu The Krofft Supershow, nazvané Kaptain Kool and the Kongs. Jeho ztělesnění hipíka v muzikálu Vlasy bylo natolik věrné, že fotka s jeho podobiznou byla použita jako divadelní plakát.
Sommer byl považován za talentovaného umělce. Jeho vystoupení z festivalu Woodstock však bylo vystřižené, na základě čeho se mu během života nedostalo stejné pozornosti jako jiným hudebníkům, kteří zde vystupovali.
Bert Sommer zemřel ve věku jedenačtyřiceti let po dlouhém boji s onemocněním dýchacích orgánů. Poslední vystoupení odehrál jen dvanáct dní před smrtí ve městě Troy s bubeníkem a kamarádem Johnnym Rabbem.